# Daniel Weisweiller

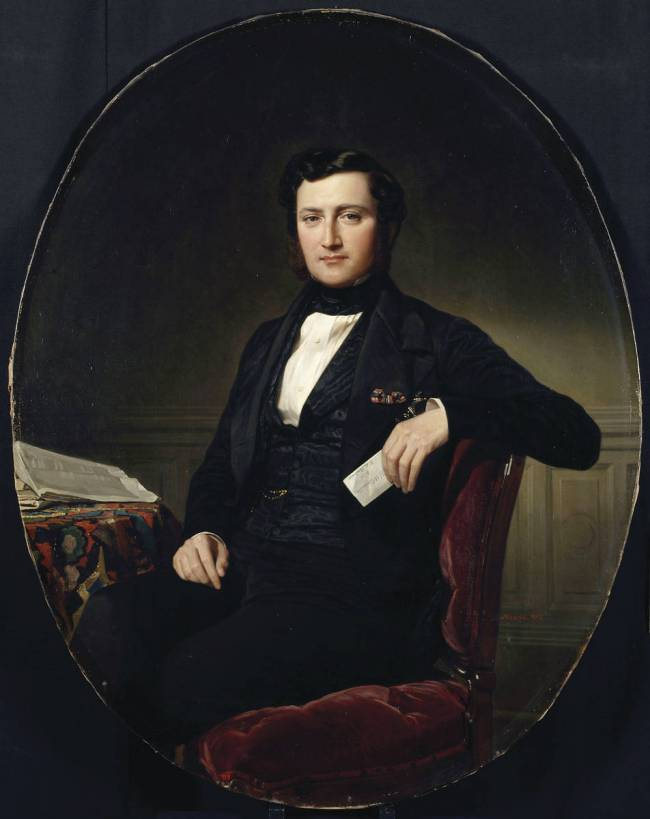

Daniel Bernhard Weisweiller (* 1814 in Frankfurt am Main; † 13. Januar 1892 in Paris) wirkte als Bankier im Auftrag des Bankhauses Rothschild in Spanien.

## Leben
Er war der Sohn des Wechselmaklers Leopold David Weisweiler aus Frankfurt-Bockenheim.
Nach seinem Vorgänger Lionel de Rothschild führte Weisweiler ab 1834 die spanischen Geschäfte der Familie Rothschild in Madrid. Während des ersten Charlistenkrieges unterstützte das Bankhaus Rothschild Maria Christina von Neapel-Sizilien und erhielt dafür ein Monopol auf die Förderung und den Vertrieb von Quecksilber, wozu auch die Konzession für die Quecksilberminen von Almadén gehörte. Beim Amalgamprozess wird Gold mit Quecksilber vom Lagergestein getrennt. Mit einem Monopol auf Quecksilber konnte in gewissem Rahmen das waschen von Gold kontrolliert werden.
Weisweiller heiratete am 1. Mai 1843 Adeline Helbert (* 1825 in London; † 1892 in Paris). Ihre gemeinsame Tochter, Adela Weisweiller († 23. Januar 1925 in Cannes) wurde am 11. Februar 1845 in Madrid geboren und heiratete André Capron, den Bürgermeister von Cannes.
Von 1835 bis 1931 errichtete die Rothschilds in Spanien ein Unternehmensnetzwerk. Zu den Geschäftsfeldern gehörten Finanzdienstleistungen für das Finanzministerium und die Banco de España sowie die Kontrolle der Rio Tinto Co., der Société Minière et Metallurgique Peñarroya und der Compañía de los Ferrocarriles de Madrid a Zaragoza y Alicante, der Deutsch y Compañía die dominierende spanische Erdölraffinerie, Ende des 19. Jahrhunderts.
Am 1. Januar 1855 gründete Weisweiller mit Ignacio Bauer die Weisweiller & Bauer Cía.
1856 wurde in Spanien ein Gesetz aufgehoben, welches internationale Investitionen in spanische Gesellschaften untersagte.
Ab 1856 investierte das Bankhaus Rothschild in spanische Eisenbahngesellschaften, während die Weisweiller & Bauer Cía. in die Einrichtung von Gasversorgungsleitungsnetzen investierte.
Weisweiller war Konsul von Franz I. von Österreich, Generalkonsul von Maximilian II. Joseph von Bayern und Generalkonsul der Hansestädte Bremen und Lübeck in Madrid.